# Laevidentaliidae
Laevidentaliidae là một họ có vỏ tương đối lớn, thân mềm Scaphopoda trong bộ Dentaliida.

## Các chi
- Laevidentalium Cossmann, 1888